# Faustin Hélie
Faustin Hélie, né à Nantes le 31 mai 1799 et mort à Passy (Paris depuis 1860) le 22 octobre 1884, est un magistrat, criminaliste et jurisconsulte français. Il fut vice-président du Conseil d'État de 1879 à 1884.

## Biographie
Fils de l'armateur Antoine Félix Hélie et de Marie-Victoire de Maublanc de Boisboucher, petit-fils du conseiller du roi, maître à la Cour des comptes aides et finances de Normandie en l'élection de Caen, Jean Helye (1740-1780), il fait des études de droit à Rennes, où il a pour professeur Toullier. Il devient avocat en 1823, puis s’installe à Paris où il obtient son doctorat.
Il entre comme rédacteur au ministère de la Justice en 1824. En 1837, il est nommé chef du bureau des affaires criminelles au ministère de la Justice, puis en février 1848, au lendemain du début de la révolution, à la tête de la division des affaires criminelles par le nouveau ministre de la Justice, Adolphe Crémieux.
En octobre 1849, Hélie est nommé conseiller à la Cour de cassation, où il est président de la chambre criminelle du 4 mars 1872 jusqu’en 1874. Le 14 juillet 1879, il devient vice-président du Conseil d'État, fonction qu'il conserve jusqu'à sa mort.
Il a publié deux ouvrages majeurs qui ont influencé et influencent encore le droit pénal, ainsi qu'une importante édition de Des Délits et des peines de Beccaria en 1856. Ce fut l'un des plus grands commentateurs du Code d'instruction criminelle. Il estimait que les expériences des siècles passés constituaient autant de faits à partir desquels on pouvait bâtir solidement une science procédurale.

## Publications
- 1828 : Il fonde le Journal de droit criminel en collaboration avec Adolphe Chauveau.
- 1834 : Chauveau et Hélie publient la Théorie du code pénal, qui fait autorité en droit criminel pendant le XIXe siècle. Dans cet ouvrage, Hélie explique qu’il désire éclairer l’application de la loi pénale par sa théorie, tout en rédigeant un ouvrage de pratique.
- Il publie un Traité de l’instruction criminelle qui contient de vastes développements au point de vue du rapport du droit criminel avec la législation civile, les progrès sociaux et l’état des mœurs publiques. Il établit un équilibre entre l’optique doctrinale et l’optique judiciaire, entre le souci d’assurer la protection de la société et celui de protéger les droits de la défense
- Hélie a aussi publié un grand nombre d’articles dans des journaux spécialisés tels que l’Encyclopédie du droit, la Revue de législation, la Gazette des tribunaux, ainsi que des éditions annotées de L’Instruction civile de Mangin et du Traité de droit pénal de Rossi.

## Influences
Il influença principalement la procédure pénale qu’il définissait ainsi : « Les formes de la procédure sont destinées, comme des phares, à éclairer la marche de l’action judiciaire. Elles doivent être assez puissantes pour faire sortir la vérité du sein des faits. Le but de la procédure pénale est la complète manifestation de la vérité judiciaire.»  
En matière de procédure pénale, il proposa de nouvelles approches concernant :
- la détention provisoire : Hélie, reconnaissant qu’elle constituait une mesure de sûreté nécessaire, considérait qu’elle causait des dommages irréparables à un homme qu’il n’avait pas été jugé coupable. Ainsi, il préconisait d’étudier au cas par cas si la détention provisoire était nécessaire.
- les interrogatoires : il pensait ainsi que le condamné devait s’entretenir seul à seul avec le juge pour ne  subir aucune influence. Il devait aussi connaître le contenu du dossier le concernant pour mieux se défendre.

Il établit des moyens d’office pouvant être soulevés par la Cour de cassation, ce qui était nouveau pour l’époque :
1. Violation et fausse interprétation des formes prescrites par la loi
2. Constitution illégale d’une juridiction
3. Incompétence
4. Excès de pouvoir
5. Défaut de publicité de l’audience
6. Défaut de motifs de la décision attaquée
7. Omission de statuer sur les conclusions ou réquisitions
8. Fausse application de la peine
9. Qualification illégale des faits ou fausse interprétation de la loi
10. Contrariété de jugements
11. Violation des règles légales sur les exceptions et les preuves
12. Destruction de pièces

- Il critiqua les enquêtes officieuses menées par les juges, attentatoires à la liberté.
- Il expliqua la nécessité du caractère suspensif du pourvoi en cassation.

Concernant le droit pénal, il expliqua entre autres que :
- l’interprétation de la loi pénale ne doit être ni restrictive ni extensive ; elle doit être déclarative
- le garde des Sceaux dispose à la fois d’un droit d’impulsion et d’un droit de surveillance qui débouche sur un pouvoir disciplinaire, puisque le parquet doit lui rendre compte de la manière dont l’action publique est exercée. Cette surveillance ne doit cependant pas « enchaîner » les juge : elle doit se borner à diriger le mode général d’exercice de l’action.
- il posa le principe que les jugements doivent être motivés (c’est-à-dire exprimer les motifs de leurs décision)
- il définit « L’instruction, est l’âme du procès ; elle lui donne l’être et la forme… c’est elle qui prépare le terrain du débat, qui en pose les termes, qui trace le cercle où il doit s’enfermer ».
- il accepta en partie les évolutions médicales puisqu’il reconnaît dès les années 1830 que le terme démence est un terme générique qui ne doit pas être entendu au sens strict, mais doit être considéré comme le synonyme d’aliénation
- enfin, il définit le jury comme « l'arbitre délégué par la société entre l'accusation et l'accusé, et dont le jugement est accepté par l'un comme le jugement du pays, et par l'autre comme le jugement de ses pairs ».

Dans ses articles, il étudia des questions aussi diverses que la peine de travaux forcés, la composition du jury en cour d’assises, les faits rencontrés par les évêques dans leur juridictions épiscopales, du système des circonstances atténuantes, de la mise en liberté sous caution, de la preuve en matière criminelle.

## Citation
- « L'action civile a souvent pour mobile principal la punition même de l'infraction, l'application de la peine, car la peine seule venge l'injure ou rassure la victime », Traité de l’instruction criminelle.

## Honneurs
- Grand-croix de la Légion d'honneur : 1882[1]

- 1855 : élu membre de l’Académie des sciences morales et politiques, section de la législation, où il succède à Alexandre-François Vivien

## Postérité
- Une rue de Paris (16e arrondissement) porte son nom. Il repose au cimetière de Passy. Il a vécu dans le quartier : l'historien de Paris Jacques Hillairet cite plusieurs plusieurs adresses successives : une propriété au niveau des actuelles rue Singer et rue Alfred-Bruneau de la fin des années 1850 aux années 1870 puis une autre au niveau des actuelles rue Desbordes-Valmore et rue Cortambert[2],[3].
- Une rue et le square bordant l'ancien palais de justice de Nantes ont été baptisés en son honneur.